# Martine Mairal
 (mai 2021).
Pour les articles homonymes, voir Mairal.
Martine Mairal, née le 20 septembre 1956 à Paris est une écrivain et conseillère en communication française. 

## Biographie
Recrutée en 1983 par le Groupe allemand Bauer, elle a été l’une des conceptrices du magazine féminin Maxi où elle a été chef de rubrique jusqu’en 1989. Travaillant ensuite en free lance, elle a dirigé et rédigé deux éditions du Guide France Sports Nature (Champérard 1990-91), a croisé sa triple expérience (édition, presse et communication) dans les domaines du marketing éditorial et de la recherche de noms, puis a réalisé des campagnes de publi-reportages pour Prisma Presse (Gala, Géo, National Géographic, etc.). Elle a collaboré ponctuellement avec les équipes de la Fondation Cartier (Vraiment Faux, 1990 et Azur, 1993).
Dès 1990, Martine Mairal s’était spécialisée dans la gastronomie et la nutrition. Recrutée par le Dr Frédéric Saldmann, elle a conçu et rédigé des recommandations stratégiques, d’outils de gestion de crise et de communication pour de grandes marques françaises et étrangères de l’agro-alimentaire (Eurial, Lactalis,  etc.), de la distribution (Carrefour, Auchan, Monoprix, etc.), de l’industrie pharmaceutique (Sanofi, Roche) et des collectives.  Son expérience de ces domaines devenus prioritaires dans les habitudes de consommation des Français l’a conduite à devenir Conseil en Communication indépendante.
Après le Livre du Baiser, une anthologie de poèmes amoureux parue aux Éditions 1 (2000), Martine Mairal a publié en 2003 son premier roman, L’Obèle, une autobiographie imaginaire de Marie de Gournay, fille d’alliance de Montaigne (Flammarion). L'ouvrage a obtenu en 2004 le Prix du Rotary, le Prix du Livre et du Vin de Saint-Émilion, et le Prix littéraire de Saumur. 
Son second roman, Loin de moi, histoire d’un astronaute qui se retrouve seul dans l’espace, lui a été inspiré par la théorie des catastrophes de René Thom. Elle a ensuite publié deux romans policiers dont l’action se déroule à Majorque, Quand la lune sera bleue (2008) suivi de Par le sang de l’ermite (2012), tous deux sous le pseudonyme de Martín Solanes (Flammarion). 
Elle est publiée par divers éditeurs dont Casterman,  JC Lattès, Odile Jacob, Calmann-Lévy, Flammarion, soit comme « plume » ou ghost writer, comme le disent les Américains.

## Œuvre
- Le Livre du Baiser, anthologie, Éditions 1, 2000
- L’Obèle, roman, Flammarion, 2003
- Loin de moi, roman, Flammarion, 2005
- Quand la lune sera bleue, Flammarion, 2008
- Par le sang de l’ermite Flammarion, 2012